# میکولاش مدک
میکولاش مِدِک (چکی: Mikuláš Medek; ۳ نوامبر ۱۹۲۶ – ۲۳ اوت ۱۹۷۴) نقاش اهل کشور چکسلواکی بود. او یکی از برجسته‌ترین جایگاه‌ها را در تاریخ هنر چک در دورهٔ پس از جنگ به خود اختصاص داده‌است. کل کار مدک را باید در چارچوب زمان درک کرد، زیرا مستقیماً فضای ظالمانهٔ رژیم کمونیستی چکسلواکی را منعکس می‌کند. او تنها برای مدت کوتاهی بین سال‌های ۱۹۶۳ و ۱۹۶۹ آزادانه کار کرد و در طول عمرش تنها دو نمایشگاه در پراگ داشت. او نوهٔ نقاش امپرسیونیست آنتونین اسلاویچک، پسر ژنرال و نویسنده رودلف مدک و برادر ایوان مدک بود. استودیوی مدک یکی از مراکز ملاقات هنرمندان و مورخان هنر در دوران حکومت کمونیستی در چکسلواکی بود.